# ジャングル・ブック (1994年の映画)
『ジャングル・ブック』（原題：The Jungle Book）は、1994年制作のアメリカ合衆国の映画。
「ジャングル・ブック」の実写映画化作品。スティーヴン・ソマーズ監督、ジェイソン・スコット・リー主演。

## 概要
原作版ジャングルブックをソマーズ自らの脚本により着色、原作と異なり青年となった野性児モーグリとキティを巡るブーン大尉とのラブストーリーを彼等や野生動物の戦いを交えて描く。シアカーンやカーが森の守護者となっているのが特徴で動物は実在の動物俳優が演じる。
なお、モーグリ役のオーディションは行われず、動物が馴れて一番いい反応を見せたリーが選ばれた。劇中で動物がモーグリと仲良くしているのは演技では無くほぼ素である。

## ストーリー
20世紀初頭、インドに赴任することとなったジェフリー・ブライドン大佐率いるイギリス軍は現地人ガイドの案内の元密林を進んでいた。ブライドンは娘キティと共に自分と同じく出産の際に妻を亡くしたガイドのナトゥーと彼の息子モーグリと親しくなる。
しかし強欲なガイドのブルデオと兵士二人が森の掟で禁止されているスポーツハンティングを行った為に森の守護者であるベンガルトラのシアカーンの怒りを買ってしまう。
その夜、シアカーンは森の掟を破った兵士とブルデオの暗殺を図り、一行のキャンプを襲撃する。兵士の暗殺には成功したものの、ナトゥーが庇った為にブルデオの暗殺には失敗。さらにブルデオはナトゥーを見捨て、シアカーンは争いの末にナトゥーを誤って殺害してしまう。戦いの混乱の中モーグリは森の中に置き去りにされる。

## 登場キャラクター

### メインキャラクター
モーグリ（Mowgli）

### ライバルキャラクター
ウィリアム・ブーン大尉（William Boone）
ジョン・ウィルキンス中尉（John Wilkins）

ブルデオ（Buldeo）
ハーレイ軍曹（Sergeant Harley）

## キャスト
| 役名                           | 俳優                       | 日本語吹替                        | 日本語吹替                                          | 日本語吹替                                              |
| 役名                           | 俳優                       | VHS版                             | テレビ朝日版                                        | 機内上映版                                              |
| ------------------------------ | -------------------------- | --------------------------------- | --------------------------------------------------- | ------------------------------------------------------- |
| モーグリ                       | ジェイソン・スコット・リー | 子安武人                          | 宮本充                                              | 森川智之                                                |
| ウィリアム・ブーン大尉         | ケイリー・エルウィス       | 鈴置洋孝                          | 大塚芳忠                                            | 家中宏                                                  |
| キャサリン“キティ”・ブライドン | レナ・ヘディ               | 日野由利加                        | 田中敦子                                            | 冬馬由美                                                |
| ジェフリー・ブライドン少佐     | サム・ニール               | 有本欽隆                          | 小川真司                                            | 阪脩                                                    |
| ジュリアス・プラムフォード博士 | ジョン・クリーズ           | 宮田光                            | 小島敏彦                                            | 中村正                                                  |
| ジョン・ウィルキンス中尉       | ジェイソン・フレミング     | 二又一成                          | 田中正彦                                            | 真地勇志                                                |
| ブルデオ                       | ステファン・カリファ       | 笹岡繁蔵                          | 郷里大輔                                            | 千田光男                                                |
| ハーレイ軍曹                   | ロン・ドナキー             | 広瀬正志                          | 千田光男                                            | 塩屋浩三                                                |
| モーグリ（5歳）                | ショーン・ナジェリ         | 亀井芳子                          | 熊谷ニーナ                                          | 矢島晶子                                                |
| その他                         |                            | 中田和宏 岡和男 長島雄一 伊藤栄次 | 宝亀克寿 福田信昭 岩田安生 松谷彼哉 星野充昭 成田剣 | 大友龍三郎 秋元羊介 川田妙子 佐藤ユリ 柳沢栄治 小野英昭 |
|                                |                            |                                   |                                                     |                                                         |
| 演出                           |                            | 春日一伸                          | 向山宏志                                            | 木村絵理子                                              |
| 翻訳                           |                            | 飯嶋永昭                          | 徐賀世子                                            | 徐賀世子                                                |
| 調整                           |                            |                                   | 遠西勝三                                            | オムニバス・ジャパン                                    |
| 効果                           |                            |                                   | VOX                                                 |                                                         |
| 制作                           |                            | S.E.R.                            | コスモプロモーション                                | ブエナ・ビスタ 東北新社                                 |

- テレビ朝日版：初回放送1996年11月24日『日曜洋画劇場』

- 2022年現在、日本ではDVD版・Blu-ray版はリリースされておらず、海外ではDVD版はリリースされている。

## 地上波放送履歴
音源は全てテレビ朝日版を使用。
| 回数  | テレビ局   | 番組名             | 放送日         |
| ----- | ---------- | ------------------ | -------------- |
| 初回  | テレビ朝日 | 日曜洋画劇場       | 1996年11月14日 |
| 2回目 | テレビ朝日 | 日曜洋画劇場       | 1998年8月23日  |
| 3回目 | テレビ朝日 | 日曜洋画劇場       | 2002年1月13日  |
| 4回目 | テレビ東京 | 午後のロードショー | 2004年4月1日   |
| 5回目 | テレビ東京 | 午後のロードショー | 2006年7月20日  |